# Abebe Bikilastadion
Het Abebe Bikilastadion is een multifunctioneel stadion in Addis Ababa, een stad in Ethiopië. 
Het stadion wordt vooral gebruikt voor voetbalwedstrijden, de voetbalclub Dedebit maakt gebruik van dit stadion. In het stadion is plaats voor 30.000 toeschouwers. Het stadion is vernoemd naar Abebe Bikila (1932–1973), een Ethiopische marathonloper. Het stadion werd in 2017, met behulp van het Chinese bedrijf Zhongmei Engineering Group Ltd, grondig gerenoveerd. Het stadion was oud en de faciliteiten niet compleet meer. 